# اشلي ليزلي
أشلي جوفون ليلي ، من مواليد 16 فيفري 1980 في بيل فلاور، كاليفورنيا ، هو لاعب امريكي في كرة قدم أمريكي و قد شغل خطة مستقبل في فريقه.
قد لعب سبعة مواسم في الدوري الوطني لكرة القدم (NFL) لصالح فريق ديفر برونكوز و فالكون داتلانتا و سان فرانسيسكو 49ers وأوكلاند رايدرز . كان أيضًا عضوًا في Kansas City Chiefs ، دون أن يلعب أي لعبة.

## سيرة شخصية

### مهنة أكاديمية
طالب في جامعة هاواي في مانوا ، ولعب لفريق ووريورز من سنة 1999 إلى سنة 2001. كان لديه موسم ممتاز في عام 2001، حيث حصل على 1 713 ياردة و19 هبوطا وقاد المؤتمر الرياضي الغربي في هذه المستويات

## المذكرات و المراجع
1. ↑  Pro Football Reference (بالإنجليزية), Sports Reference, LLC, QID:Q7246590